# Hyphoderma multicystidiatum
Hyphoderma multicystidiatum är en svampart som beskrevs av Ryvarden 1978. Hyphoderma multicystidiatum ingår i släktet Hyphoderma och familjen Meruliaceae.   Inga underarter finns listade i Catalogue of Life.